# Solenobia triglavensis
Solenobia triglavensis är en fjärilsart som beskrevs av Hans Rebel 1919. Solenobia triglavensis ingår i släktet Solenobia och familjen säckspinnare. Inga underarter finns listade i Catalogue of Life.